# 神長美津子
神長 美津子（かみなが みつこ、1950年 - ）は、日本の教育者、教育学者。大阪総合保育大学特任教授・國學院大學名誉教授。専門は幼児教育学、保育学。

## 来歴
栃木県出身。宇都宮大学教育学部附属幼稚園にて20年勤務の後、文部省初等中等教育局幼稚園課教科調査官、国立教育政策研究所教育課程研究センター教育課程調査官、東京成徳大学子ども学部教授を経て、2013年から2021年まで國學院大學教授。2021年から2024年まで大阪総合保育大学教授。令和6年度現在は、大阪総合保育大学特任教授で、國學院大學名誉教授。
幼児期から児童期への発達と教育について実践的な研究に取り組む。平成20年度幼稚園教育要領の改訂に携わり、幼稚園教育要領解説や事例集を作成。幼保連携型認定こども園教育・保育要領の改定に関する検討委員会、中央教育審議会教育課程部会幼児教育部会主査代理。

## 著作

### 単著
- 『はじめよう幼稚園・保育所「小学校との連携」―実践事例集』フレーベル館、2009年8月。ISBN 978-4577812631。
- 『心を育てる幼児教育―道徳性の芽生えの育成』東洋館出版社、2004年11月。ISBN 978-4491020419。
- 『保育のレベルアップ講座―エピソードから保育の心が読み取れる』ひかりのくに、2003年11月。ISBN 978-4564607011。
- 『保育の基本と環境の構成―指導計画の考え方・たて方』ひかりのくに、1998年8月。ISBN 978-4564600661。

### 共著
- 『幼児教育』秋田喜代美、馬場耕一郎/監修、神長美津子ほか/編著、中央法規出版、2018年6月。ISBN 978-4805856512。
- 『保育内容 環境（乳幼児教育・保育シリーズ）』掘越紀香、佐々木晃との共編著、光生館、2018年3月。ISBN 978-4332701866。
- 『教育課程論（乳幼児教育・保育シリーズ）』津金美智子、河合優子、塩谷香との共編著、光生館、2018年3月。ISBN 978-4332701835。
- 『保育方法論（乳幼児教育・保育シリーズ）』津金美智子、五十嵐市郎との共編著、光生館、2018年3月。ISBN 978-4332701828。
- 『保育内容総論（乳幼児教育・保育シリーズ）』津金美智子、田代幸代との共編著、光生館、2018年3月。ISBN 978-4332701811。
- 『専門職としての保育者: 保育者の力量形成に視点をあてて』湯川秀樹、鈴木みゆき、山下文一との共著、光生館、2016年8月。ISBN 978-4332510529。
- 『園内研修に生かせる実践・記録・共有アイディア（Gakken保育Books）』秋田喜代美との共編著、学研プラス、2016年3月。ISBN 978-4058006108。
- 『3・4・5歳児の指導計画書き方サポート: CD-ROMつき（保カリBOOKS）』篠原孝子、佐藤暁子ほかとの共著、ひかりのくに、2014年2月。ISBN 978-4564608421。
- 『すごい!ふしぎ!おもしろい!子どもと楽しむ自然体験活動―保育力をみがくネイチャーゲーム』田代幸代、山口哲也、酒井幸子との共編著、光生館、2013年3月。ISBN 978-4332510475。
- 『子どもと自然とネイチャーゲーム 保育と授業に活かす自然体験』日置光久、村山哲哉、津金美智子との共編著、日本ネイチャーゲーム協会、2012年5月。ISBN 978-4906937011。
- 『「保育の質」を高める 園評価の実践ガイド』天野珠路、岩立京子との共編著、ぎょうせい、2011年7月。ISBN 978-4324092989。
- 『わかりやすい!幼稚園幼児指導要録・保育所児童保育要録記入ハンドブック―認定こども園こども要録にも対応』塩谷香との共編著、ぎょうせい、2010年1月。ISBN 978-4324088227。
- 『ひかりのくに保育ポケット新書（7）よくわかる2009年4月施行 幼稚園教育要領』無藤隆、秋田喜代美との共著、ひかりのくに、新書版2009年5月。ISBN 978-4564607363。
- 『保育方法（新保育シリーズ）』塩美佐枝との共編著、光生館、2009年4月。ISBN 978-4332701323。
- 『指導計画法（新保育ライブラリ 保育の内容・方法を知る）』小田豊との共編著、北大路書房、2009年4月。ISBN 978-4762826566。
- 『保育原理―子どもと共にある学びの育み』小田豊、森眞理との共編著、光生館、改訂版2009年4月。ISBN 978-4332510314。
- 『「気になる子」の保育と就学支援―幼児期におけるLD・ADHD・高機能自閉症等の指導』無藤隆、柘植雅義、河村久との共著、東洋館出版社、2005年8月。ISBN 978-4491021058。
- 『「わたしの世界」から「わたしたちの世界」へ―葛藤を通した子どもたちの育ち（21世紀保育ブックス）』今井和子との共著、フレーベル館、2003年9月。ISBN 978-4577802861。

### 監修
- 『5歳児の保育: 資料が全部入ったCD-ROMつき（年齢別クラス運営シリーズ）』ひかりのくに、2018年2月。ISBN 978-4564615566。
- 『4歳児の保育: 資料が全部入ったCD-ROMつき（年齢別クラス運営シリーズ）』ひかりのくに、2018年2月。ISBN 978-4564615559。
- 『3歳児の保育: 資料が全部入ったCD-ROMつき（年齢別クラス運営シリーズ）』ひかりのくに、2018年2月。ISBN 978-4564615542。
- 『2歳児の保育: 資料が全部入ったCD-ROMつき（年齢別クラス運営シリーズ）』ひかりのくに、2018年2月。ISBN 978-4564615535。
- 『1歳児の保育: 資料が全部入ったCD-ROMつき（年齢別クラス運営シリーズ）』ひかりのくに、2018年2月。ISBN 978-4564615528。
- 『0歳児の保育: 資料が全部入ったCD-ROMつき（年齢別クラス運営シリーズ）』ひかりのくに、2018年2月。ISBN 978-4564615511。
- 『3・4・5歳児のごっこ遊び（3歳児・4歳児・5歳児の遊びの姿から）』神長美津子、岩城眞佐子/編著、山瀬範子/協力執筆、ひかりのくに、2017年3月。ISBN 978-4564608889。
- 『3・4・5歳児の指導計画 幼稚園編（教育技術新幼児と保育MOOK）』小学館、2013年2月。ISBN 978-4091067395。
- 『3・4・5歳児担任の保育の仕事まるごとブック―先輩保育者がやさしく教える（ハッピー保育books 2）』神長美津子/監修、永井裕美/著、ひかりのくに、2009年3月。ISBN 978-4564607370。